# Morten Lambrechts
Morten Diderik Emil Lambrechts, född 4 oktober 1824 i Kristiania (nuvarande Oslo), död där 28 maj 1900, var en norsk jurist och politiker. 
Lambrechts blev 1866 justitiarius i Kristiania byret samt 1872 assessor och 1887 høyesterettsjustitiarius. Han spelade en betydande roll i stortingen 1869, 1871–1873, 1874–1876 och 1880–1882, där han representerade Kristiania och tillhörde den konservativa riktningen, ehuru mera moderat än de övriga representanterna för huvudstaden.